# 秦楊
莊政博（1970年2月27日—），藝名秦楊，臺灣男演員、歌手。2002年，秦杨因出演三立台湾台的连续剧《台湾霹雳火》而展開演藝生涯。其余作品包括《台湾阿诚》、《旋风管家》、《幸福蒲公英》以及《终极一班4》等多部电视剧。

## 生平
秦楊出生於高雄市，小時家境富裕，後因父親生意失敗遂轉窮困，最早在滾石唱片當倉庫管理員，也當過林青霞的助理。最困苦時身上甚至只有新台幣一百元。
2002年至2003年，秦楊演出三立台灣台連續劇《台灣霹靂火》，扮演狠角色「劉文聰」，紅遍台灣大街小巷，劇中他的一些台詞更是流行一時，ex：「我會送你一桶汽油、一枝番仔火，我另外擱加送你一顆雞蛋糕」。
2010年3月23日，秦楊表態參選高雄市議員，選舉區為前鎮、小港區，最後以三千多票落選。
2016年4月8日凌晨，秦楊在新北市新店區酒駕撞倒路旁7輛機車，酒測值為1.29，台北地檢署訊後以新台幣4萬元交保。離開台北地檢署前，秦楊說，酒駕立法之後他就堅持酒後不碰車，這次一念之差犯了全世界人都不能犯的錯，當眾掌嘴2次。
2016年7月22日，臺灣臺北地方法院宣判，依公共危險罪判處有期徒刑四個月，如易科罰金，以新臺幣壹仟元壹日折算，雙方未上訴全案定讞。

## 電視劇
| 年份   | 頻道             | 劇名                         | 角色                |
| ------ | ---------------- | ---------------------------- | ------------------- |
| 1997年 | 中視             | 《走馬燈》                   | 江啟明              |
| 1997年 | 民視             | 《菅芒花的春天》             | 林大烽              |
| 1997年 | 民視             | 《真命天子-朱元璋》          | 元順帝              |
| 1997年 | 中視             | 《天公疼好人》               | 阿建                |
| 1998年 | 台視             | 《布袋和尚－變臉》           | 小方                |
| 1998年 | 台視             | 《布袋和尚－仙女奇緣》       | 唐日光              |
| 1998年 | 台視             | 《布袋和尚－六月雪》         | 李吉祥              |
| 1998年 | 民視             | 《白賊七》                   | 吳海水林家興        |
| 1999年 | 民視             | 《狀元親家》                 | 蕭主任第52.60集客串 |
| 1999年 | 華視             | 《台灣靈異事件－大刀鬼王》   | 李組長              |
| 1999年 | 華視             | 《台灣靈異事件－請別說愛我》 | 柳老大              |
| 1999年 | 中視             | 《凍頂黑狗兄》               | 陳家明              |
| 1999年 | 民視             | 《親戚不計較》(EP145~147)    | 王醫師(客串)        |
| 2000年 | 八大戲劇台       | 《鬼屋傳奇》 - 鬼魅夜影      | 民舜                |
| 2000年 | 台視             | 《碎心戀》                   | 莊克勇              |
| 2000年 | 民視             | 《將心比心》                 | 朱經理(客串)        |
| 2000年 | 民視             | 《民視劇場》 - 叫阿公一百元  | 阿欽                |
| 2000年 | 華視             | 《台灣靈異事件－連環鬼計》   | 小秦                |
| 2000年 | 三立台灣台       | 《阿扁與阿珍》               | 周勇                |
| 2001年 | 三立台灣台       | 《台灣阿誠》                 | 林春榮              |
| 2001年 | 三立台灣台       | 戲說台灣《陰廟魏姑娘廟》     | 魏天賜              |
| 2002年 | 三立台灣台       | 《台灣霹靂火》               | 劉文聰              |
| 2003年 | 東森戲劇台       | 《明星情人夢》               | 邱榮宗              |
| 2004年 | 台視             | 《兄弟姊妹》                 | 林文雄              |
| 2005年 | 台視             | 《海誓山盟》                 | 周承太              |
| 2005年 | 民視             | 《八兩金》                   | 林金龍              |
| 2007年 | 台視             | 《神機妙算劉伯溫》           | 張成虎              |
| 2008年 | 台視             | 《天上聖母媽祖》             | 何天生              |
| 2008年 | 台視             | 《懷玉傳奇 千金媽祖》        | 趙翰宇              |
| 2009年 | 台視             | 《嘉慶君遊台灣》             | 豐紳殷德            |
| 2011年 | 民視、八大綜合台 | 《旋風管家》                 | 討債老大            |
| 2011年 | 中視             | 《珍愛林北》                 | 新郎                |
| 2011年 | 壹電視           | 《幸福蒲公英》               | 連昆                |
| 2012年 | 台視             | 《女人花》                   | 施玉郎恭賢郡王      |
| 2012年 | 壹電視           | 《小站》                     | 導演                |
| 2013年 | 八大綜合台       | 《終極一班3》                | 止水                |
| 2014年 | 八大綜合台       | 《終極惡女》                 | 王阿天              |
| 2015年 | 愛奇藝           | 《校花的贴身高手》           | 李吡花              |
| 2016年 | 台視、東森綜合台 | 《我和我的十七歲》           | 王董                |
| 2016年 | 八大綜合台       | 《終極一班4》                | 止水                |
| 2017年 | 八大綜合台       | 《終極三國2017》             | 止水                |
| 2018年 | 八大綜合台       | 《終極一班5》                | 止水                |
| 2019年 | 八大綜合台       | 《90後的我們》               | 陳正雄              |

## 電影
| 上映年份 | 電影名稱  | 飾演   | 導演   |
| 2016年   | 大尾鱸鰻2 | 劉文聰 | 邱瓈寬 |

## 音樂作品

### 專輯
| 年份   | 專輯名稱   | 曲目 |
| ------ | ---------- | --- |
| 2003年 | 心愛走天涯 | 曲目 1. 心愛走天涯（feat. 方馨） 2. 風吹的命運 3. 海波浪之霹靂火之東邪西毒 4. 後悔 5. 江湖淚 6. 淡水的廟仔邊 7. 藏鏡人 8. 重新來過 9. 世間情 10. 不爽 |
| 2003年 | 離水的魚   | 曲目 1. 離水的魚 2. 愛喲愛喲 3. 感恩 4. 不愛英雄 5. 公車牌之戀 6. 夜店歌聲 7. 幸福第一名 8. made in taiwan恰恰 9. 我的一票投乎你 10. 少年青春         |

## 演唱會
| 年份   | 演唱會名稱                     | 場館               | 備註 |
| 2025年 | 2025霹靂火-秦楊 公益巡迴演唱會 | 台中中興大學惠蓀堂 |      |